# هوراسيو راميرو غونزاليس
هوراسيو راميرو غونزاليس هو محاسب قانوني معتمد وسياسي أرجنتيني، ولد في 7 أغسطس 1956 في بوينس آيرس في الأرجنتين. نشط حزبياً في Front for Victory ‏.